# الملك هو الملك
الملك هو الملك (نُشِرت 1977 م) مسرحية شهيرة للكاتب السوري سعد الله ونوس، تُعَدُّ من أكثر أعماله تكثيفًا لآرائه السياسية، حظيت باهتمام كبير دراسةً وتحليلًا ونقدًا، ومُثِّلت في عدد من الدول.

## قصتها
تحكي المسرحية قصة ملك ضَجِرَ بأُبَّهة الحُكم فقرَّر أن يتنكَّر هو ووزيره بحثًا عن ترفيه بين العامَّة، فيلتقي تاجرًا مفلسًا يُمضي وقته في شرب الخمرة والهذَيان، ويحلم بأنه الملك. فيقرِّر الملك أن يُلبسَه ثيابه ويجعلَه ملكًا ليوم واحد، حتى يضحكَ من هذا المشهد الغريب. ولكنَّ الجميع يقتنعون أن التاجر هو الملك ما دام يلبَس تاجه ويحمل صولجانه، حتى الملكة وحرَّاس القصر، ويكتشف التاجر مؤامرةً لقلب الحكم في ذلك اليوم، فيقضي عليها ويثبِّت دعائمَ ملكه، ويجد الملك الحقيقي نفسَه خارجَ السلطة ضحيةَ عبث ترفيهي.

## تمثيلها
حظيت المسرحية بالتمثيل على المسارح في عدد من الدول والمدن، في سورية، ومصر، وفلسطين.
- عُرضت في مصر أول مرَّة عام 1988،[2] على مسرح السلام بشارع القصر العيني بوسط القاهرة، ثم عام 2006، وكان العرض من إنتاج شركة صوت القاهرة للصوتيات والمرئيات، أخرجها مسرحيًّا مراد منير، وأخرجها تلفازيًّا جمال عبد الحميد، وكتب أشعارها أحمد فؤاد نجم، وأدى البطولة فيها: صلاح السعدني، ومحمد منير، وفايزة كمال، وحسين الشربيني، ولطفي لبيب، وعلي حسنين، ومجدي فكري، وماجدة منير، وأحمد الفيشاوي.[1]

- عُرضت في فلسطين عام 2018، وكان العرضُ من إنتاج جمعية بسمة للثقافة والفنون بغزَّة، ضمن مشروع الفنون الأدائية، بدعم من مؤسسة عبد المحسن القطَّان.[3]

## وصلات خارجية
- مسرحية الملك هو الملك للكاتب السوري الراحل سعد الله ونوس، إنتاج جمعية بسمة للثقافة والفنون (مترجم لغة الإشارة) عام 2018م.
- مسرحية الملك هو الملك (كاملة) #خليك_في_البيت_الثقافة_بين_ايديك، وزارة الثقافة المصرية.